# 3708 (1974 FV1)
3708 (1974 FV1) је Јупитеров тројански астероид са пречником од приближно 79,59 .
Афел астероида је на удаљености од 6,046 астрономских јединица (АЈ) од Сунца, а перихел на 4,383 АЈ.
Ексцентрицитет орбите износи 0,159, инклинација (нагиб) орбите у односу на раван еклиптике 13,368 степени, а орбитални период износи 4349,760 дана (11,908 годину).
Апсолутна магнитуда астероида је 9,30 а геометријски албедо 0,053.
Астероид је откривен 21. марта 1974. године.